# 梅普冰川

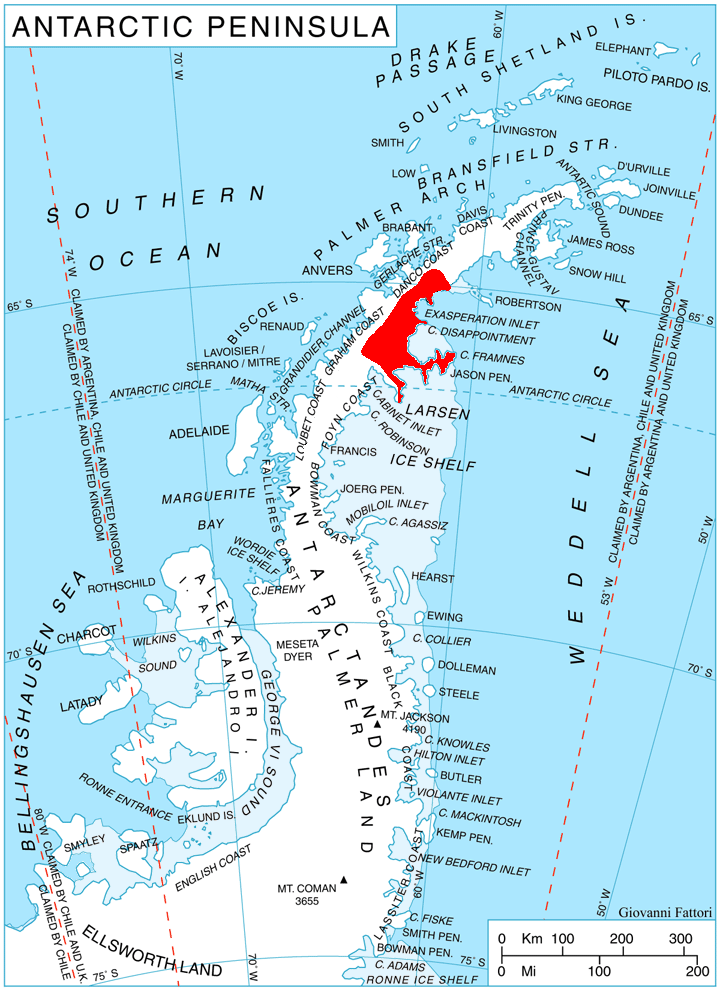

65°25′S 62°15′W / 65.417°S 62.250°W
梅普冰川（英語：Mapple Glacier）是南極洲的冰川，位於葛拉漢地東岸，全長28公里，最終注入塞克薩金塔普里斯塔灣，以赫爾曼·梅爾維爾小說《白鯨記》的牧師命名。